# Aleš Lešnjak
Aleš Lešnjak, slovenski hokejist, * 1969, Ljubljana.
Lešnjak je dolgoletni igralec Olimpije Hertz, bil je tudi slovenski reprezentant, saj je nastopil na Svetovnem prvenstvu 1994.

## Pregled kariere
Odebeljeno - reprezentančni nastopi, glej tudi Statistika pri hokeju na ledu.
| Moštvo         | Liga                 | Sezona |    | Redni del | Redni del | Redni del | Redni del | Redni del | Redni del |   | Končnica | Končnica | Končnica | Končnica | Končnica | Končnica |
| -------------- | -------------------- | ------ | -- | --------- | --------- | --------- | --------- | --------- | --------- | - | -------- | -------- | -------- | -------- | -------- | -------- |
| Moštvo         | Liga                 | Sezona | OT | G         | P         | T         | +/-       | KM        | OT        | G | P        | T        | +/-      | KM       |          |          |
| Olimpija Hertz | Jugoslovanska liga   | 87/88  |    |           |           |           |           |           |           |   |          |          |          |          |          |          |
| Olimpija Hertz | Jugoslovanska liga   | 88/89  |    |           |           |           |           |           |           |   |          |          |          |          |          |          |
| Olimpija Hertz | Jugoslovanska liga   | 90/91  |    |           | 6         | 4         | 10        |           |           |   |          |          |          |          |          |          |
| Olimpija Hertz | Slovenska liga       | 91/92  |    |           |           |           |           |           |           |   |          |          |          |          |          |          |
| Slovenija      | Svetovno prvenstvo C | 94     |    | 6         | 0         | 0         | 0         |           | 0         |   |          |          |          |          |          |          |
| Skupaj         |                      |        |    | 6         | 6         | 4         | 10        |           | 0         |   |          |          |          |          |          |          |